# (74480) 1999 CE79
(74480) 1999 CE79 – planetoida z pasa głównego asteroid okrążająca Słońce w ciągu 5,56 lat w średniej odległości 3,14 j.a. Odkryta 12 lutego 1999 roku.